# St-Barthélémy (Farges-lès-Mâcon)

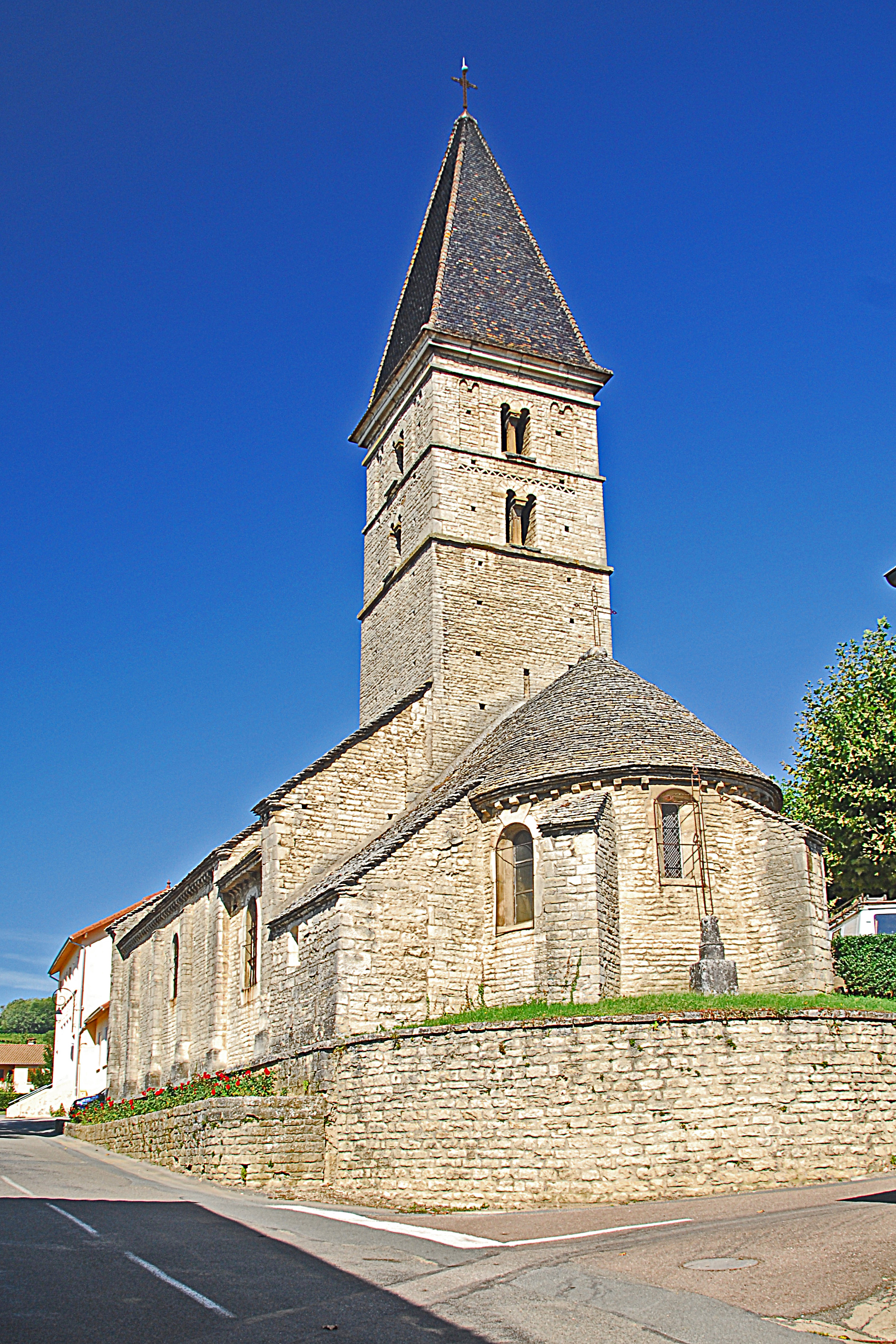
St-Barthélémy, Farges, von Südosten

Die Dorfkirche Saint-Barthélémy ist eine romanische Kirche im Gebiet der kleinen Gemeinde Farges-lès-Mâcon im Département Saône-et-Loire in der Region Bourgogne-Franche-Comté. Die Ortschaft liegt etwa zwei Kilometer westlich des rechten Ufers der Saône und sechs Kilometer südlich von Tournus. Auf ihrem Gebiet befinden sich große Steinbrüche aus hellem Kalkstein guter Qualität, der auch für den Bau der Kirche Verwendung fand.

## Geschichtliches
Die Entstehung des Dorfes wird datiert auf das 10. Jahrhundert. Aus dieser Zeit stammte ein Vorläufer der heutigen Kirche, eine Kapelle, die in den Quellen auf das Jahr 930 datiert wird, erbaut auf Veranlassung von Alberich I., dem späteren ersten Grafen von Mâcon, der vom Bischof Bernon von Mâcon eingesetzt worden war. Über Dimension, Aussehen und Standort dieser Kapelle geben die Quellen keine Auskunft.
Die heutige Kirche Saint-Barthélémy ist dem Apostel St. Bartholomäus geweiht und wurde wahrscheinlich in zwei Bauabschnitten errichtet. Chor und Querhaus entstanden zu Beginn des 11. Jahrhunderts, möglicherweise auf den Grundmauern der ursprünglichen Kapelle. Der zweite Bauabschnitt, das dreischiffige Langhaus, schloss sich in der zweiten Hälfte des 11. Jahrhunderts an. 
Nach einer anderen Quelle wird die Erbauung der Kirche ohne Differenzierung auf 1050 datiert. Wegen der deutlichen inneren Unterschiede des Querhauses und des Langhauses ist das eher unwahrscheinlich.
Über den Zeitpunkt der Errichtung des Glockenturms oberhalb der Vierung geben die Quellen keine Auskunft. Er wurde vermutlich gegen Ende des 11. Jahrhunderts bis hin zum 12. Jahrhundert errichtet. In diese Zeit sind die äußeren Dekorationen vor allem auf der Westfassade (Säulen und Kapitelle) einzuordnen.
Die Ausführung der Fresken in der Kalotte des Chors werden in das 15. oder 16. Jahrhundert datiert.
Die Kirche wurde 1913 in die Liste der historischen Denkmäler des Départements Saône-et-Loire eingetragen.

## Bauwerk

### Grundriss, Aufrisse und Abmessungen

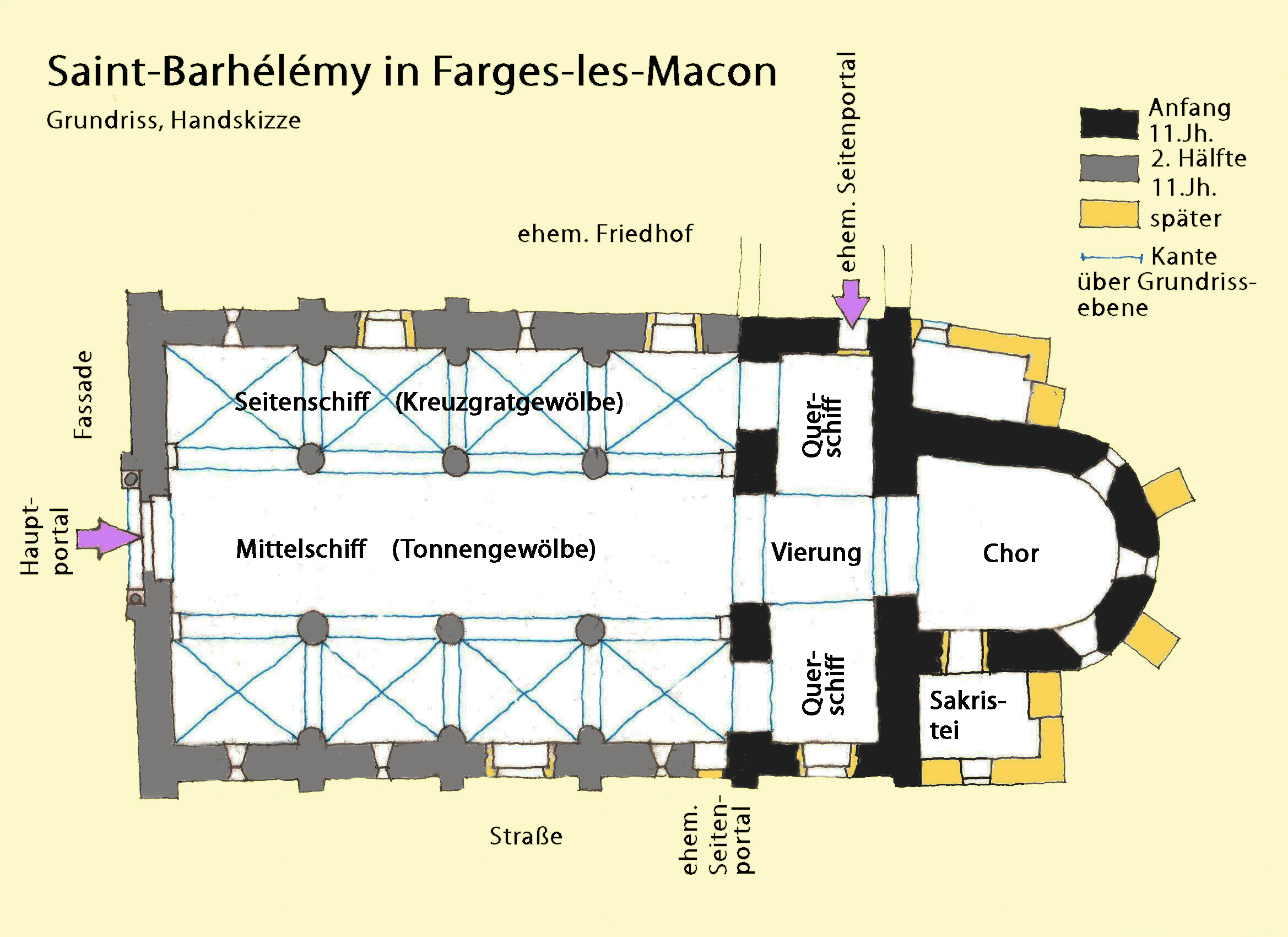
Grundriss, Handskizze

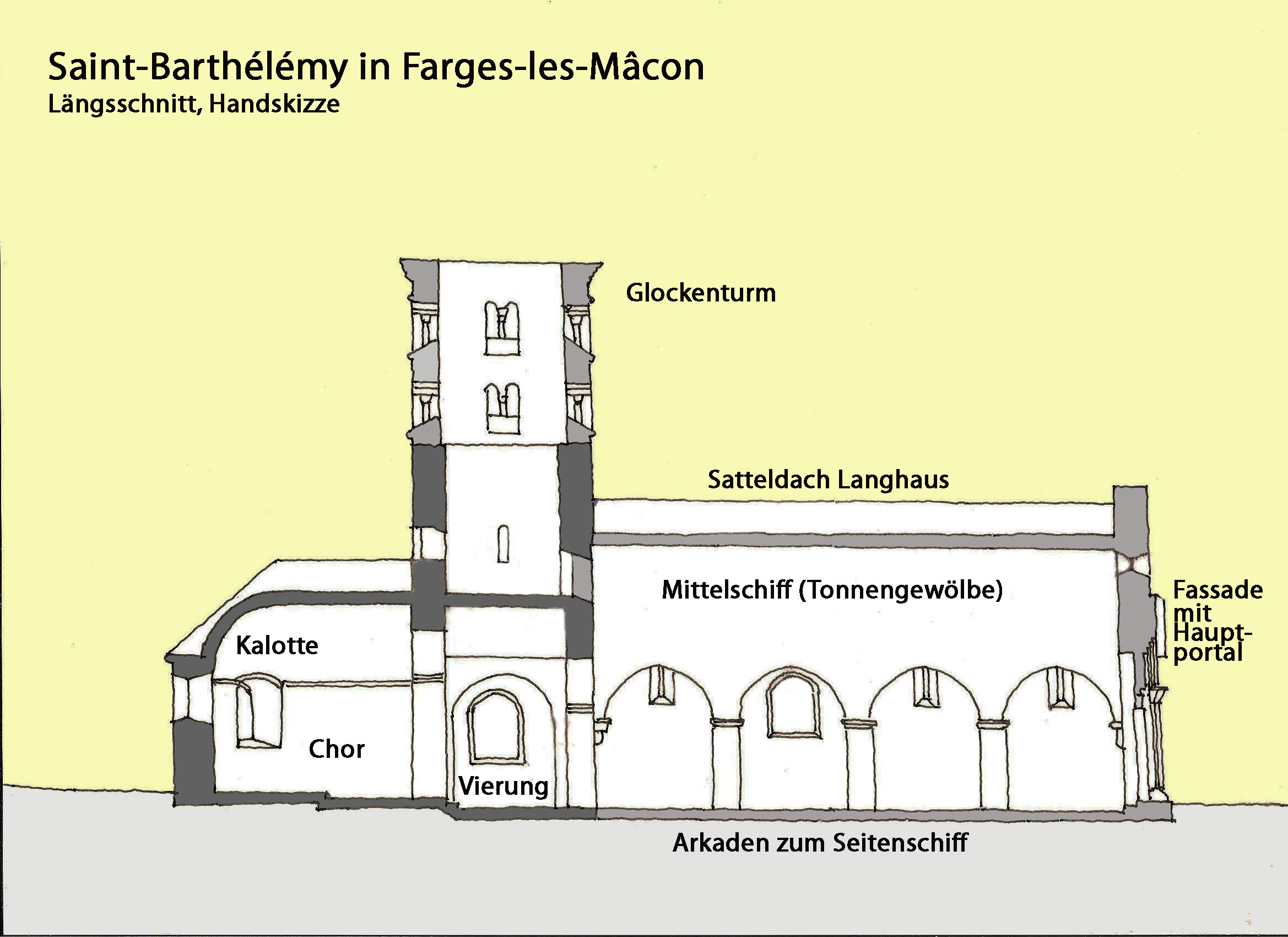
Längsschnitt

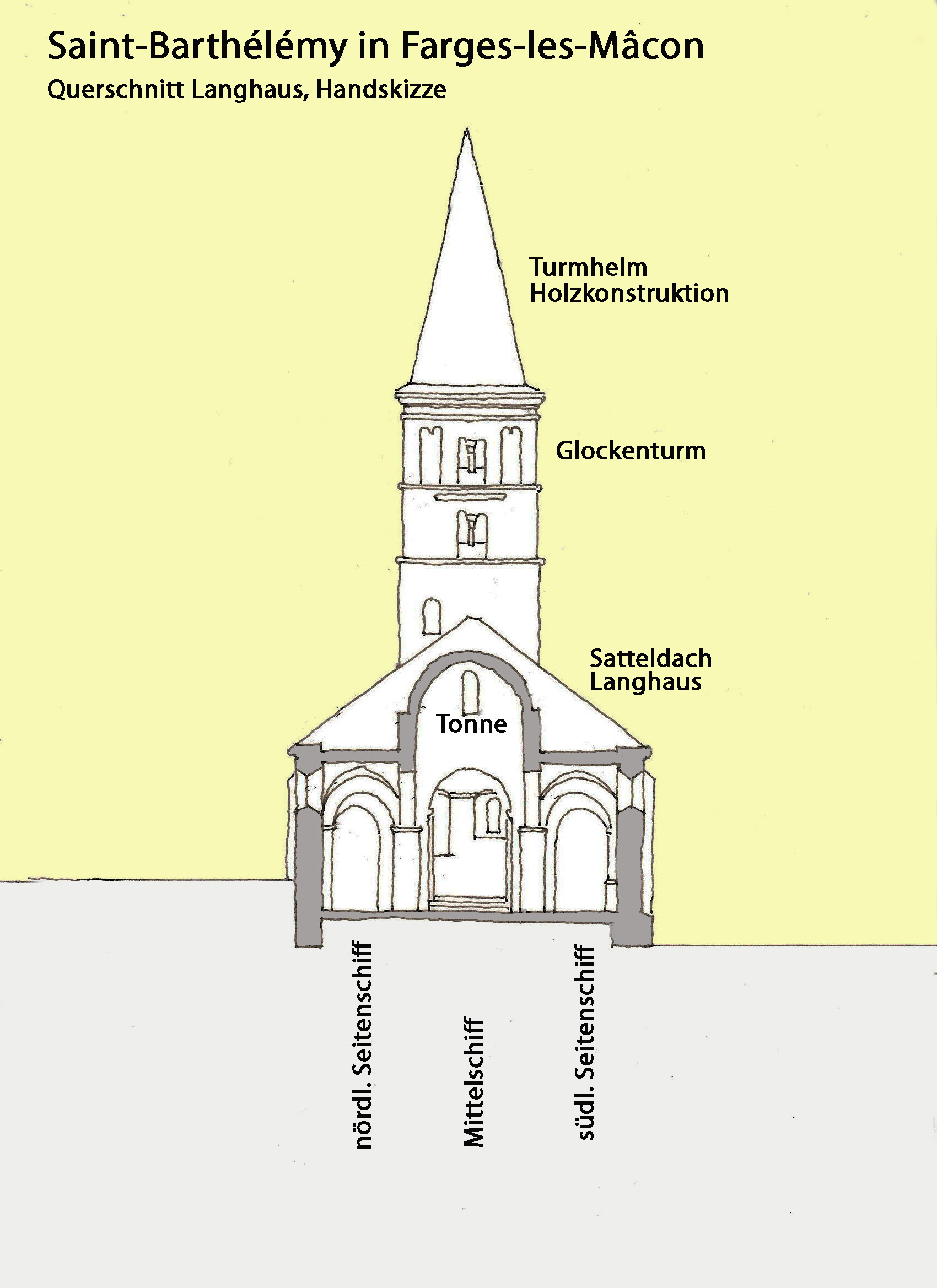
Querschnitt

Außenabmessungen, ohne Strebepfeiler
- Länge über alles:  23,60 m
- Länge Lang- und Querhaus: 15,00 m
- Breite Langhaus: 9,05 m
- Breite Mittelschiff: 3,85 m
- Breite Seitenschiffe: 2,62 m

### Äußere Erscheinung
Das Bauwerk steht auf einer kleinen Anhöhe, die sich aus der umgebenden schwach südostwärts abfallenden Hangfläche hervorhebt und auf ihrer Südseite eine steile Böschung bildet, die durch eine von einem halben Meter bis gut zwei Meter hohe Stützmauer abgefangen wird. Die Stützmauer auf der Süd- und Ostseite und die Außenwände der Kirche auf der West- und Nordseite grenzen unmittelbar an die befestigten Straßen und Platzflächen des Dorfes. Auf der ebenen Bodenfläche auf der Nordseite der Kirche erstreckte sich wahrscheinlich früher der Friedhof des Dorfes. 

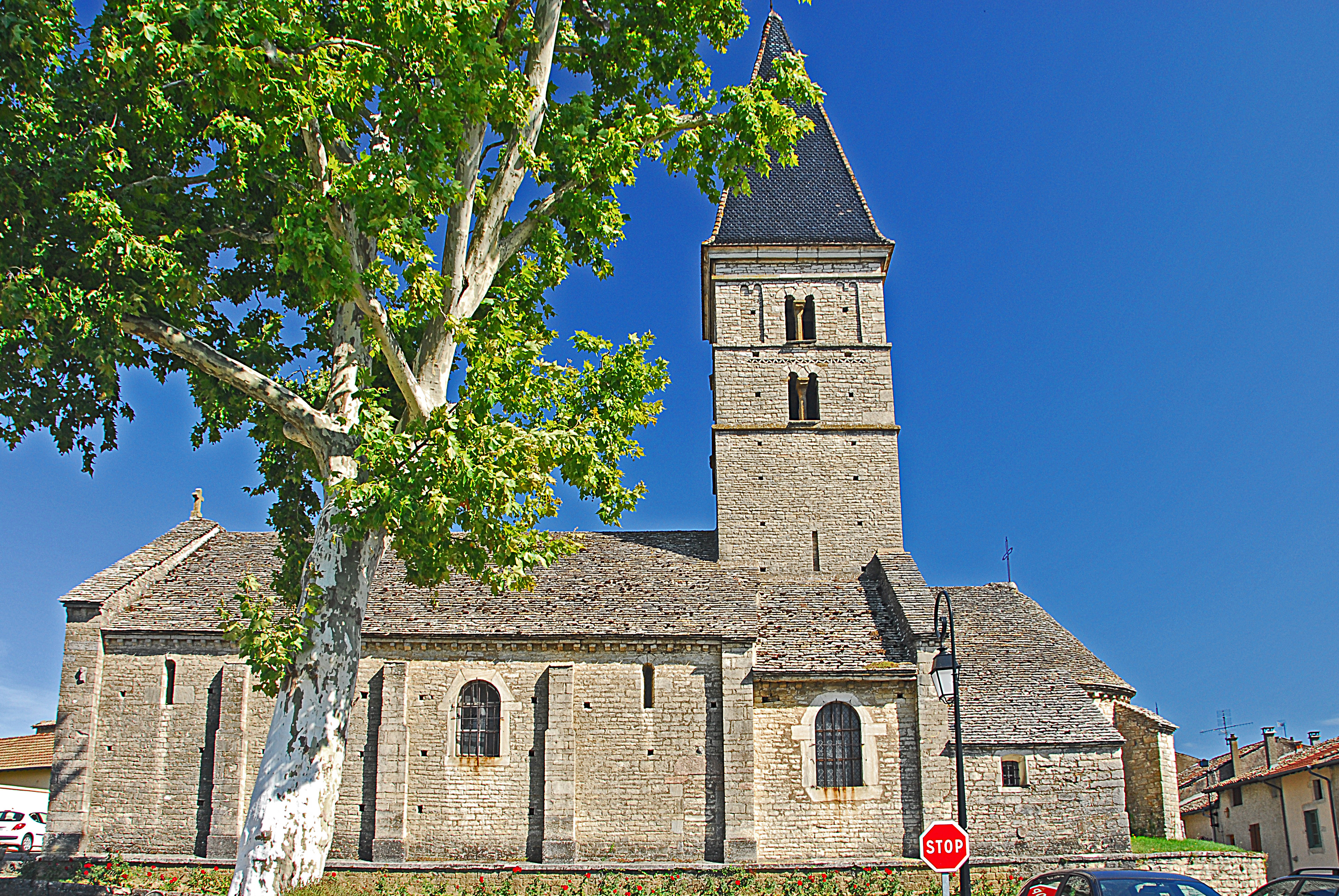
Blick von Süden

Den besten Überblick über fast das gesamte Bauwerk ergibt sich von Südosten mit der Südseite des Langhauses, dem Querschiff, dem hohen Glockenturm und dem Chor.
Alle äußeren Bauelemente bestehen aus klein- bis mittelformatigen hellen Kalksteinen in unregelmäßigem Schichtenverband. Bauteilecken und Pfeiler sind aus Werksteinen in größeren Formaten gemauert.

#### Langhaus

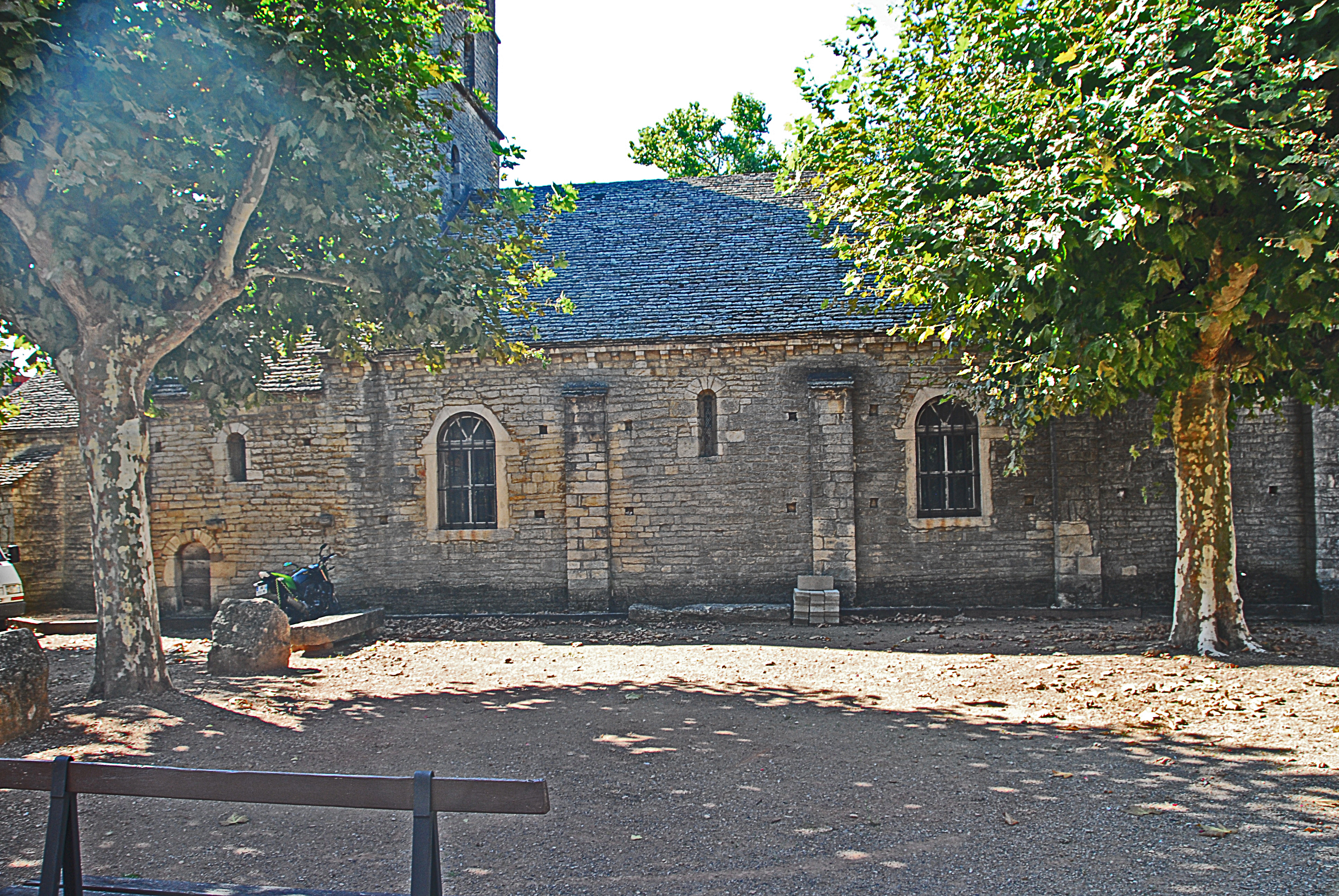
Nordseite

Das dreischiffige Langhaus wird gänzlich überdeckt von einem gemeinsamen Satteldach mit gut dreißig Grad Dachneigung. Die Eindeckung besteht aus hellen flachen Kalksteinplatten, deren Material dem des Mauerwerks entspricht. Die Traufplatten liegen leicht auskragend auf dem deutlich ausladenden scharfkantigen Traufgesims auf, das von einer Reihung von Kragsteinen getragen wird, deren auswärts weisende Sichtseiten gekehlt sind. Das Satteldach stößt im Westen gegen die Giebelwand der Fassade, deren Ortgänge mit knapp dreißig Grad Neigung die Dacheindeckung nach oben zulaufend leicht überragen. Auf der Ostseite stoßen die Dachflächen im mittleren Bereich gegen den Glockenturm und ragen weiter unten über die Westwand des Glockenturms hinaus, wo sie auf den Ortgängen der Langhausostwände in deren ganzer Breite aufliegen.

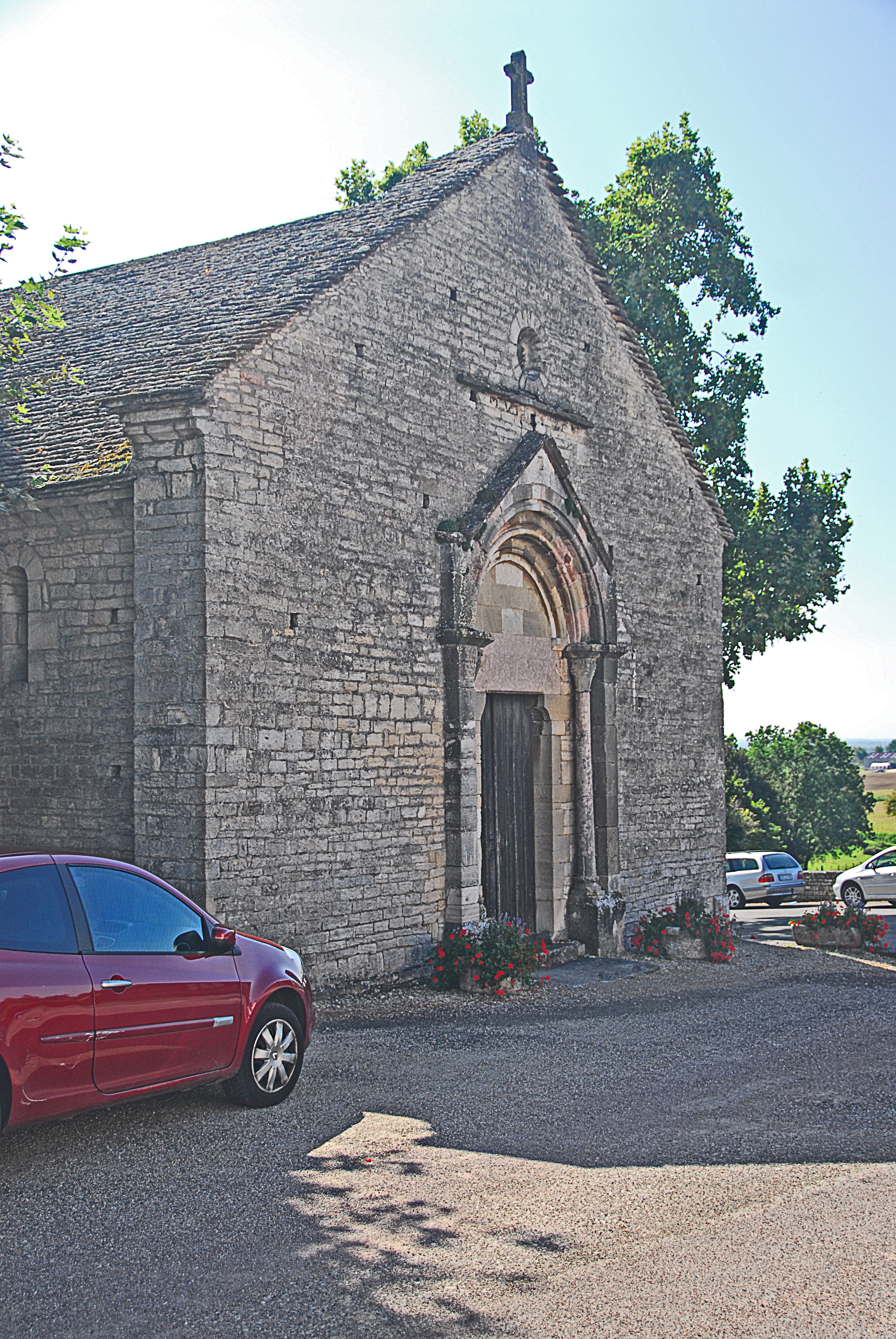
Fassade von Nordwesten

Die Längswände des Langhauses sind die Außenwände der Seitenschiffe. Sie werden von scharfkantigen Strebepfeilern entsprechend der inneren Gliederung in vier Joche unterteilt. Sie reichen bis gut einen halben Meter unter die Traufgesimse und sind oberseitig abgeschrägt. Auf der Südseite vergrößern sich die Querschnitte dreier Pfeiler unterhalb etwa zwei Drittel ihrer Höhe und noch einmal in etwa einem Meter über dem Boden. Die Verbreiterungen sind oberseitig abgeschrägt.

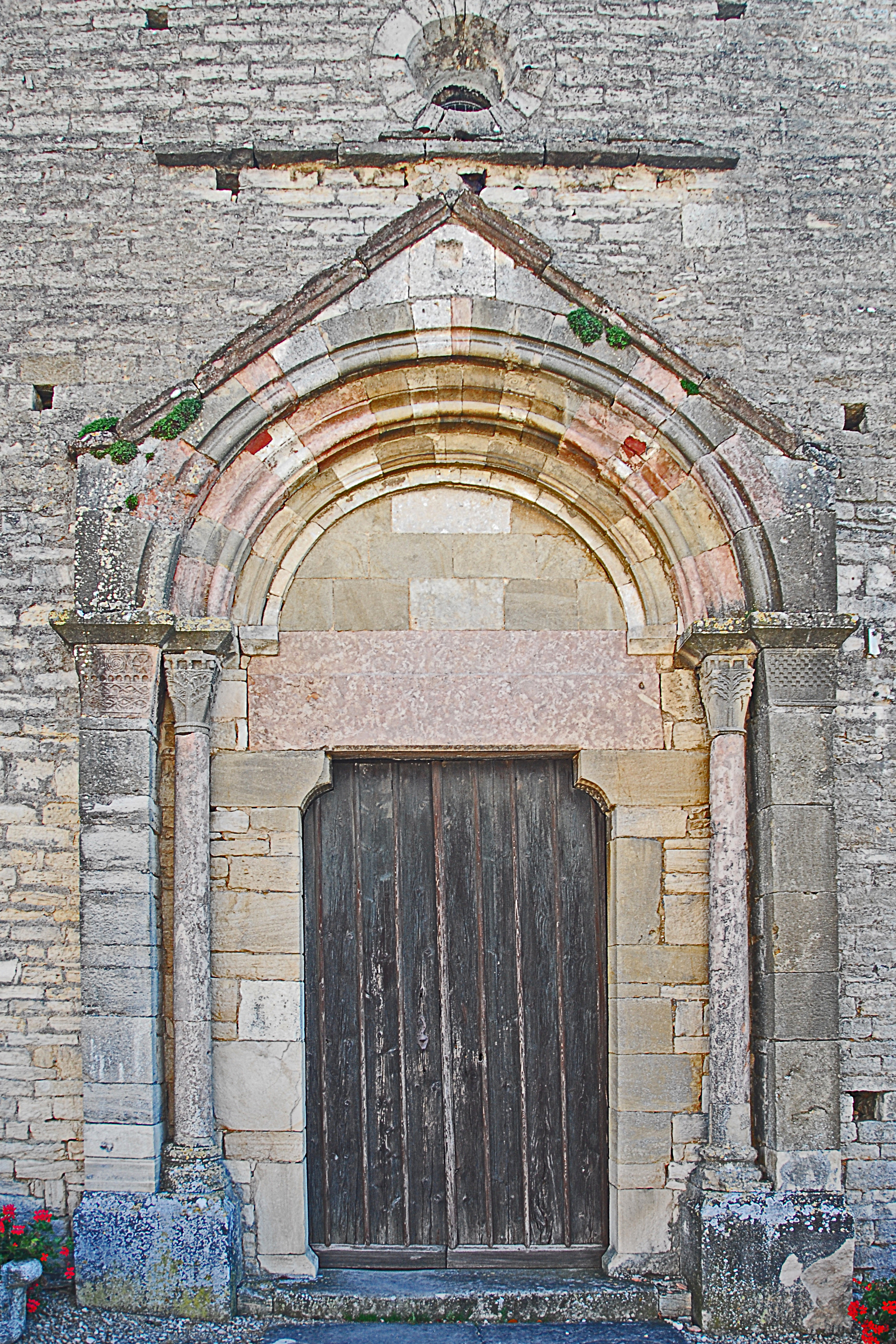
Hauptportal

Die ursprünglichen schlitzartigen rundbogigen Fenster mit aufgeweiteten Gewänden sind jeweils in Jochmitte ausgespart und reichen bis Oberkante der Strebepfeiler. Auf der Südseite wurde im dritten Joch das ursprüngliche Fenster in Breite und Höhe deutlich vergrößert und ihre Kanten mit großformatigen Werksteinen eingefasst. Das Gleiche geschah auf der Nordseite in Joch zwei und vier. Auf der Südseite erkennt man im vierten Joch unmittelbar neben dem östlichen Strebepfeiler die Konturen einer einflügeligen rechteckigen Tür, die außen oberflächenbündig zugemauert worden ist.
Das Langhaus wird im Westen durch die Giebelwand der Fassade abgeschlossen, deren Enden mit den Außenkanten der Strebepfeiler abschließen. Ihre Ortgänge enden unten etwa einen halben Meter über den Langhaustraufen mit doppelten ausladenden Gesimsen, deren untere abgeschrägt sind. Ihre überlappenden Steinplattenabdeckungen kragen etwas über die Außenkante der Giebelwand hinaus.
In deren Achse befindet sich das zweiflügelige Hauptportal der Kirche, dessen Flügel mit einer schlichten Verbretterung bekleidet sind. Die Portalöffnung ist rechteckig mit scharfkantigen Laibungen, deren obere Enden aus großformatigen Werksteinen in die Öffnung auskragen und deren untere Ecken gekehlt sind. Sie tragen einen rechteckigen rosafarbenen sauber geglätteten Sturzbalken, der weit über die Öffnungsbreite hinausreicht. 
Die Portalöffnung wird weiter außen seitlich begrenzt durch je eine glatte Säule und gleich daneben von scharfkantigen schlanken Wandpfeilern. Die leicht nach oben konisch zulaufenden Säulen sind mit schlanken pflanzlich dekorierten Kapitellen ausgerüstet, die oberseitig von profilierten Kämpferplatten abgedeckt sind. Ihre Basen sind mit doppelten Wülsten dekoriert und stehen auf quadratischen Plinthen. Die Säulen stehen gemeinsam mit den Wandpfeilern auf kantigen knapp einen Meter hohen Sockeln, die gegenüber ihren Auflasten leicht vorstehen. Die Pfeiler haben oben kapitellartige Abschlüsse mit etwa dem gleichen Querschnitt wie die Pfeiler, die sich aber nach oben geringfügig erweitern. Ihre Sichtseiten sind mit regelmäßigen Rollenmustern dekoriert. Ihre Oberkanten entsprechen denen der Kapitelle und werden von gleich hohen Kämpferplatten abgedeckt. Ihre Unterkanten sind durch Profile markiert, die aber unterschiedlich angeordnet sind. Beim linken Pfeiler entspricht die Unterkante derjenigen des benachbarten Kapitells, beim rechten liegt die Unterkante fast auf halber Kapitellhöhe. 
Die Säulen und Wandpfeiler tragen gemeinsam eine fünfstufige unterschiedlich profilierte rundbogige Archivolte. Die beiden inneren Bögen stehen teilweise auf den Enden des Sturzbalkens. Der äußere Bogen wird von einem satteldachartigen Abschluss überdeckt, der beidseitig auf den Wandpfeilern steht und mit diesen oberflächenbündig abschließt. Die Ortgangschrägen in Neigung von gut dreißig Grad werden von profilierten leicht auskragenden Gesimsen abgedeckt.
Knapp über dem Archivoltenfirst ist ein waagerechtes schlankes Kraggesims eingemauert, dessen Länge deutlich geringer ist als die gesamte Portalbreite. Seine Bedeutung ist kaum zu erklären. Vielleicht gab es hier einmal noch ein hölzernes Schutzdach über dem Portal. Über dem Gesims ist ein kleines kreisrundes Ochsenauge ausgespart, dessen Keilsteineinfassung fast das Gesims darunter berührt.

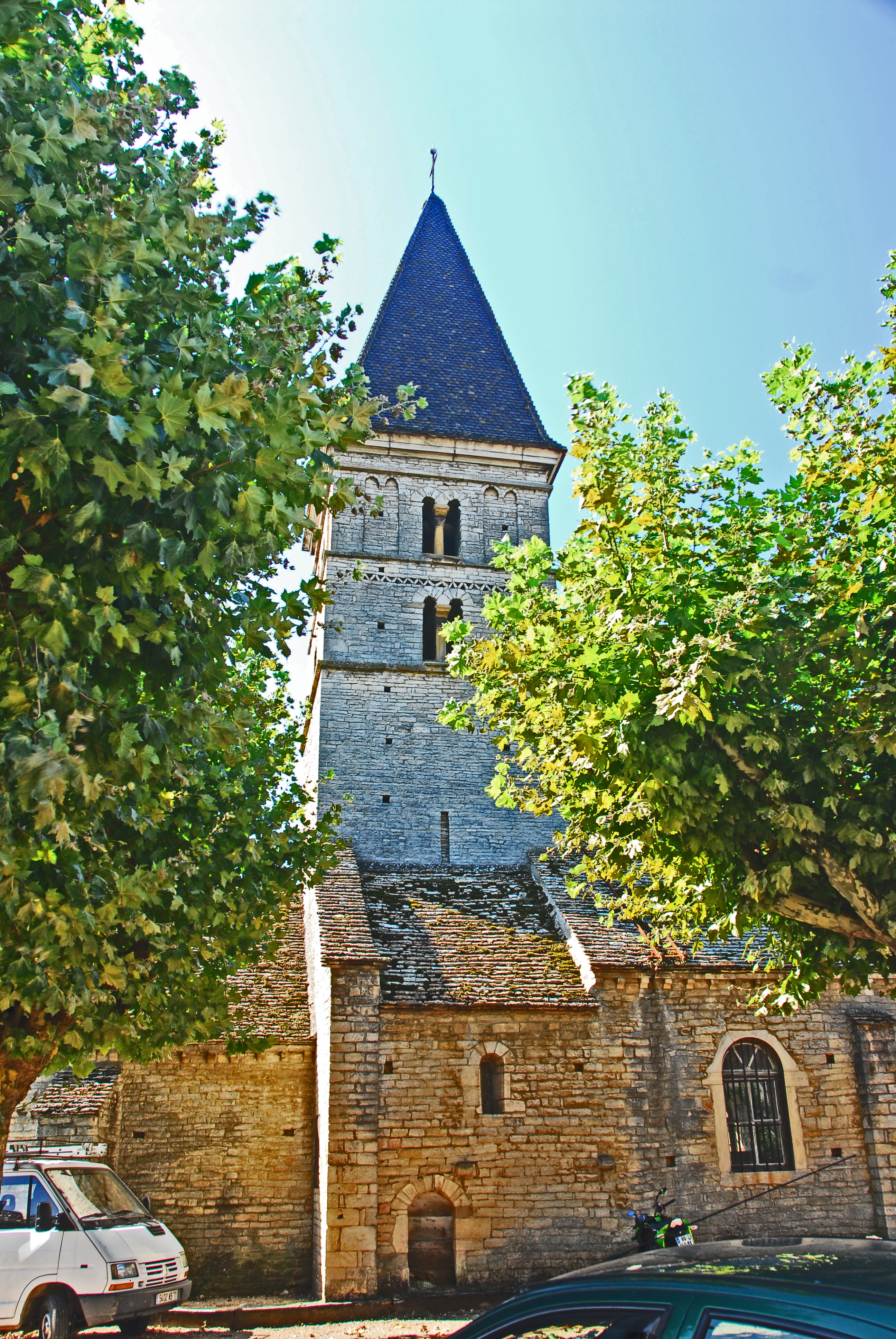
Turm und Querhaus von Norden

Den Giebelfirst des Langhauses krönt ein lateinisches Steinkreuz.

#### Querhaus mit Glockenturm
Die Süd- und Nordwand des Querhauses schließen außen bündig mit den Seitenwänden des Langhauses ab. Ihre Traufen bleiben aber deutlich unter denjenigen des Langhauses. Ihr ausladendes Traufgesims wird nicht von Kragsteinen unterstützt. Ihre Dachflächen haben die gleiche Neigung wie die des Langhauses. Die Westwand des Querhauses endet im äußeren Bereich unter der Dacheindeckung des Langhauses. Die gegenüberliegende Ostwand ist gleich hoch geführt wie die Westwand und in gleicher Neigung mit Steinplatten eingedeckt. In der Südwand des Querschiffs wurde wie beim Langhaus das ehemals kleine Fenster vergrößert und mit großen Werksteinen eingefasst. In der Nordwand gibt es noch das kleine Fenster und zusätzlich neben der Ostwand ein kleines rundbogiges Portal, das früher zum Friedhof hinausführte, aber heute innenseitig zugemauert ist.
Im mittleren Bereich des Querhauses, der Vierung, ragt der Glockenturm mit fast quadratischem Grundriss auf. Der Turm gliedert sich in drei Geschosse, auf der Nord- und Südseite ist das untere nahezu so hoch wie die beiden oberen zusammen. Sie werden unterteilt mit kräftigen Kragprofilen, die auch lombardische Bänder genannt werden. Über dem oberen Kragprofil folgt noch ein schmaler Streifen Mauerwerk über dem kräftig und mehrfach profilierten Traufgesims, über dem die hölzerne Turmhelmkonstruktion eines spitzen Pyramidendachs aufragt. Die Eindeckung besteht aus kleinformatigen dunklen Schieferschindeln. 

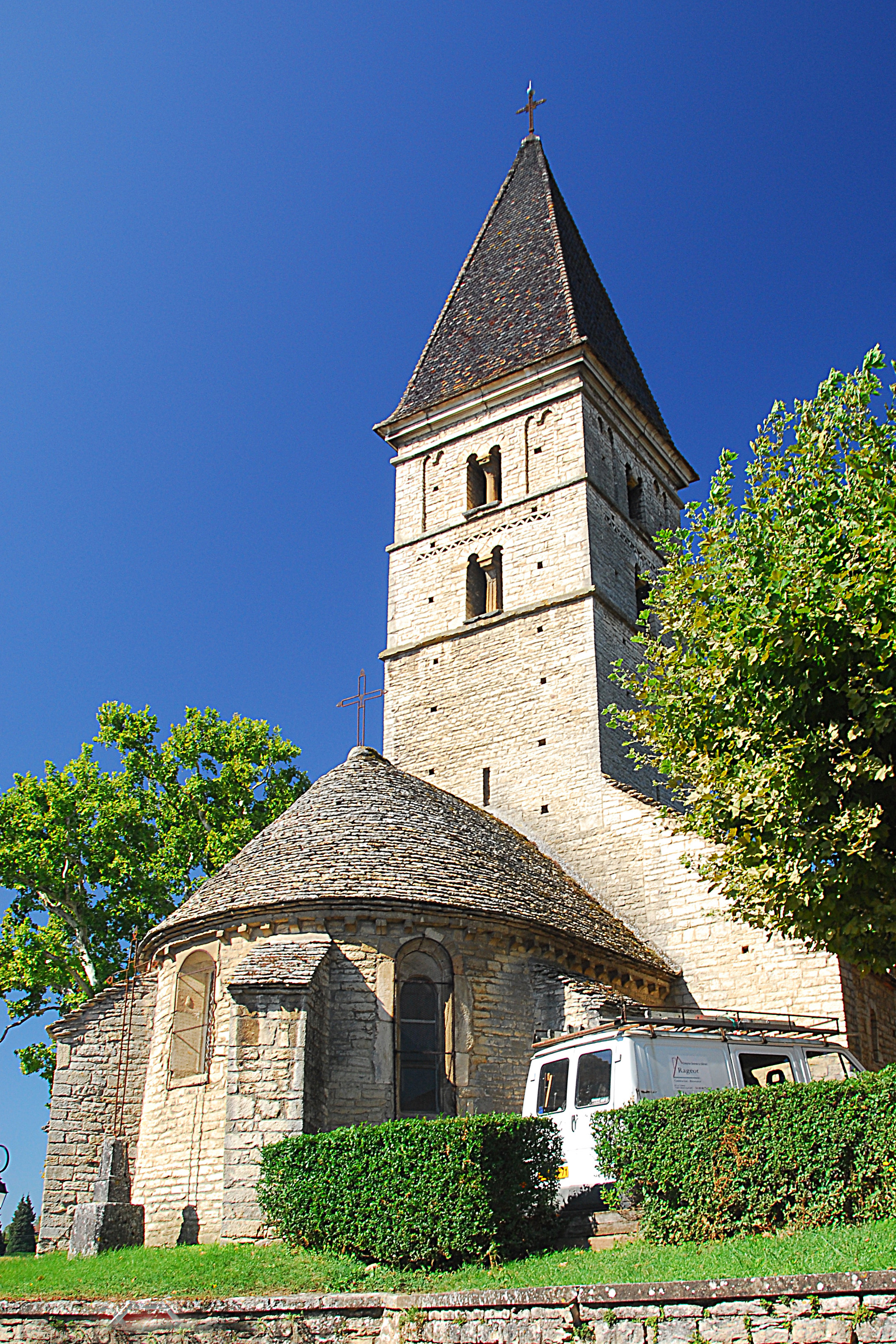
Chorhaupt und Turm

In den beiden oberen Geschossen ist mittig auf jeder Seite ein Zwillingsfenster als Klangarkade mit schlanken rundbogigen Öffnungen ausgespart, dessen auskragende Brüstungsabdeckung auf den Kraggesimsen aufliegt. Die Bögen ruhen beidseitig auf Kämpferprofilen beziehungsweise -platten. Letztere ruhen auf einer mittleren Säule, die innenseitig von einem Pfeiler verstärkt wird. Im obersten Geschoss ist beidseitig der Klangarkaden je ein schlanker Bogenfries eingelassen, mit je zwei Bögen, ebenso ein lombardisches Stilelement. Im zweiten Geschoss ist zwischen dem Zwillingsfenster und dem Kragprofil ein waagerechtes Dekorationsband eingelassen, in dem flache Mauersteine oberflächenbündig im Zickzackverlauf aufgereiht sind. Sie enden im gleichen Abstand von der Turmecke wie darüber der äußere Bogen des Frieses. Im unteren Turmgeschoss gibt es mittig auf der Nord-, Ost- und Südwand kurz über den anschließenden Dachflächen je eine schlitzartige Schießscharte. Auf der Westseite ist eine rundbogige Öffnung ausgespart, aus der Mitte leicht nach Norden versetzt. Sie dient offensichtlich dazu, dass man durch sie zu Wartungszwecken auf die Dachfläche des Langhauses gelangen kann. Sie könnte aber auch der Einstieg in den Glockenturm sein. Es ist sonst kein innerer Aufstieg bekannt.
In den Turmwänden fallen quadratische Löcher in jeweils gleicher Höhe auf, die zum Einrüsten des Turms bei Reparaturarbeiten vorgesehen sind.

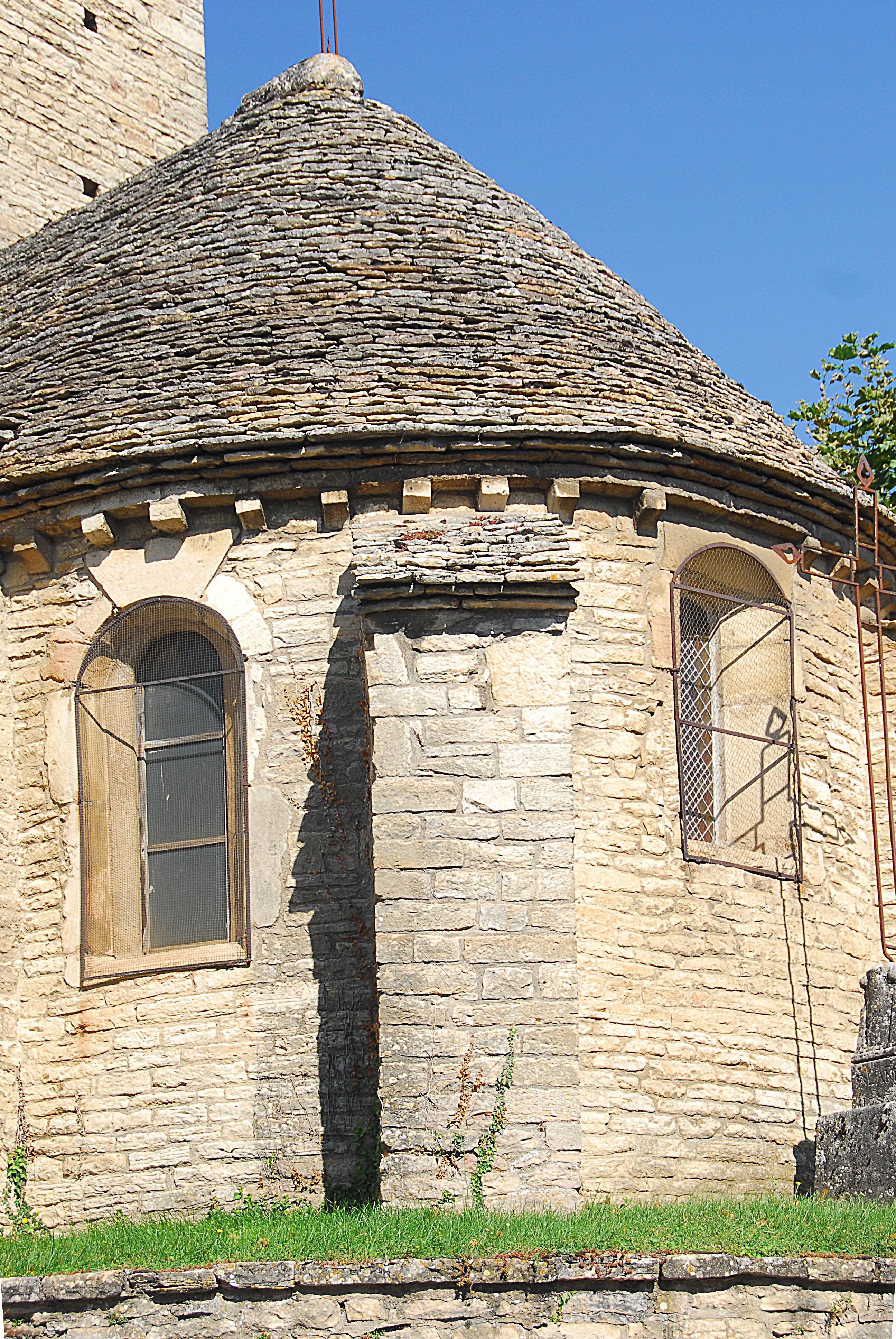
Chor von Südosten

#### Chorhaupt
Das Chorhaupt besteht aus dem an die Ostwand des Querhauses anschließenden Chor und beidseitig zwei kleineren Anbauten, im Süden die Sakristei und im Norden ein Abstellraum (?). Der Grundriss des Chors ist ein Rechteck, an das sich ein Halbkreis anschließt. Dementsprechend besteht die Dachform aus einem Satteldach in Neigung des Langhausdachs und einem halben Kegeldach in zäsurfreien Übergängen. Die Traufen sind etwa so ausgebildet wie beim Langhaus. Die Chorapsis wird von vier später angebauten kräftigen Strebepfeilern abgestützt, deren Dachschrägen kurz unter dem Traufgesims enden. Die rechteckige Sakristei integriert den südlichen Strebepfeiler, außen oberflächenbündig. Sie wird von einem Schleppdach überdeckt, in Verlängerung der Satteldachfläche des Chors. Das Kraggesims weist keine Kragsteine auf. Der Anbau des Abstellraums auf der Nordseite bleibt mit seinem Pultdachfirst unter dem Traufgesims des Chors. Die Dacheindeckungen entsprechen der des Langhauses.
Die drei rundbogigen Fenster der Chorapsis mit aufgeweiteten Gewänden, mittig zwischen den Strebepfeilern, sind alle ungleich groß. Das Fenster im Scheitel der Apsis ist das kleinste und sein Bogen reicht fast bis zum Traufgesims hinauf. Etwas größer, vor allem höher ist das südöstliche Fenster. Sehr viel größer und höher ist das nordöstliche. Die Sakristei erhält ihr Licht von einem kleinen rechteckigen Fenster in der Südwand, kurz unter der Traufe.

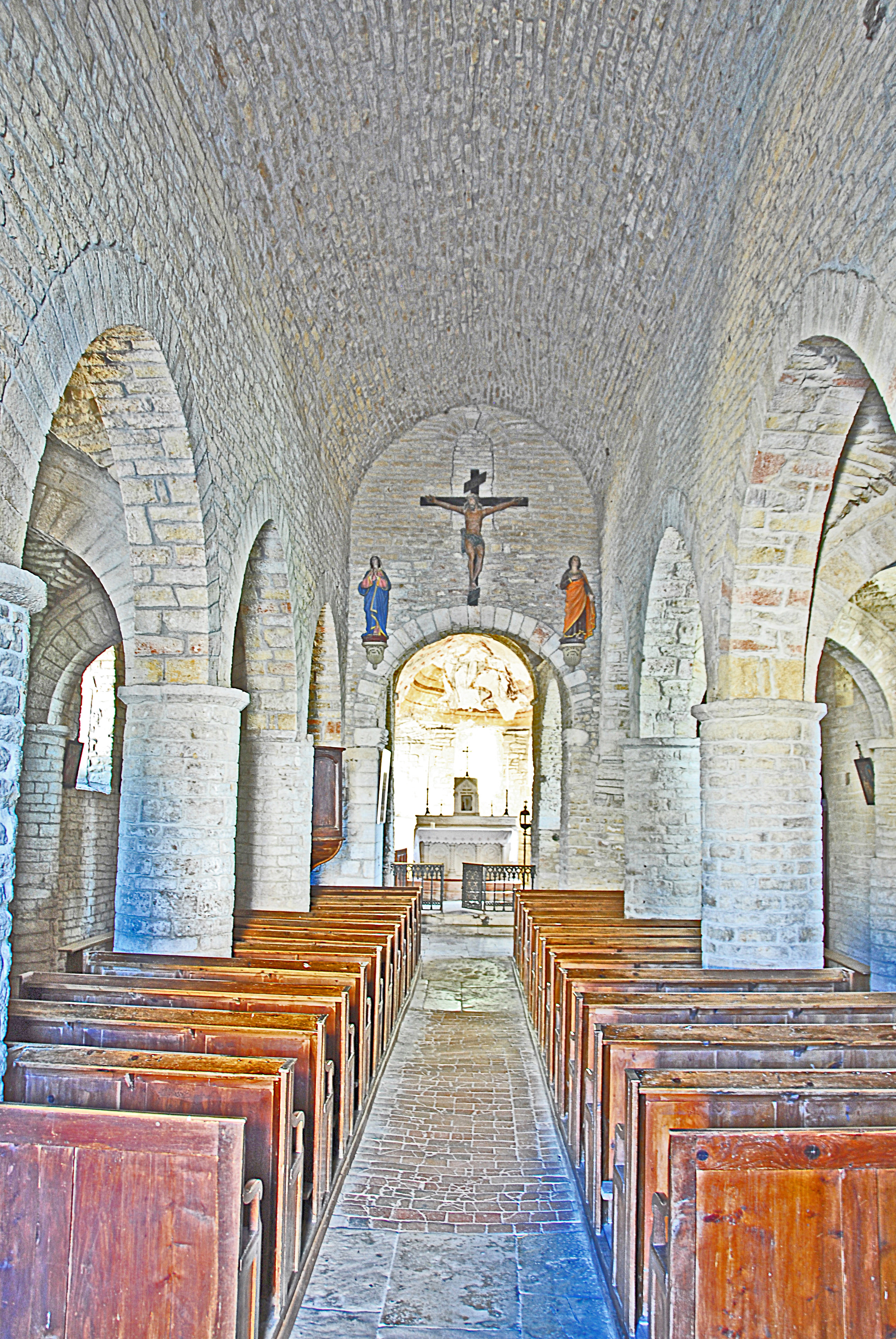
Mittelschiff

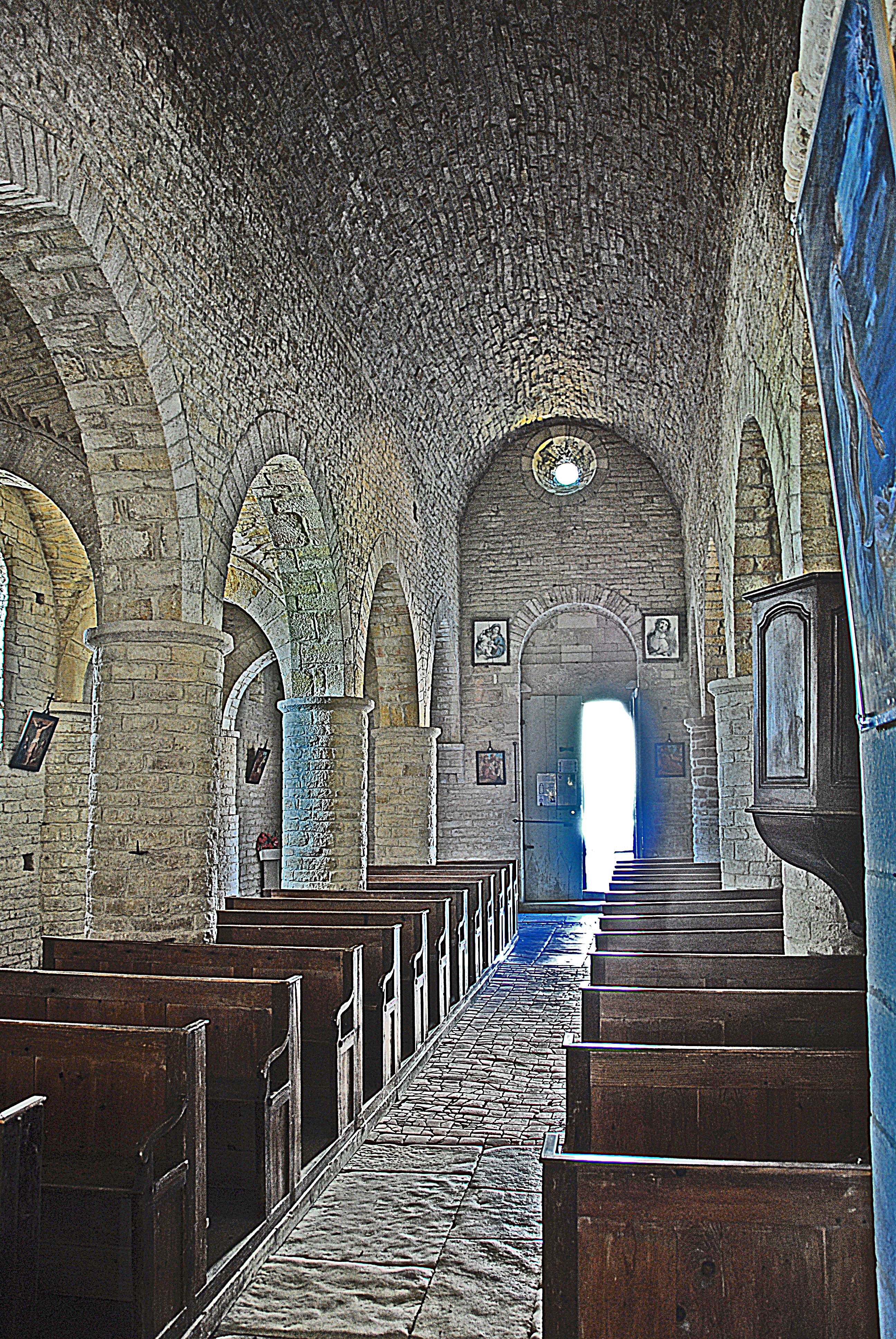
Mittelschiff nach hinten

### Inneres
Die inneren Bauelemente der Kirche bestehen aus Kalkstein-Sichtmauerwerk ähnlich dem der äußeren Bauteile.

#### Langhaus
Das dreischiffige und vierjochige Langhaus besteht aus einem hoch aufragenden Mittelschiff ohne direkte Fensterbelichtung, das von deutlich niedrigeren Seitenschiffen flankiert wird, mit teils ursprünglichen kleinen und mit später erweiterten Fenstern (siehe Abschnitt Äußere Erscheinung). 
Das Mittelschiff wird von einem leicht angespitzten Tonnengewölbe überdeckt, das in ganzer Länge ohne Zäsuren aus den Scheidewänden übergeht. Diese werden von jeweils vier leicht angespitzten Arkadenrundbögen getragen, die auf je drei glatten Säulen mit gut achtzig Zentimetern Durchmesser aufstehen, die von runden profilierten Kämpferplatten abgeschlossen sind. Die äußeren Bögen stehen auf kantigen Kragsteinen in den Wänden, mit gleich profilierten Kämpfern. 
Die beiden Seitenschiffe werden von scharfkantigen halbrunden Gurtbögen in vier leicht rechteckige Joche unterteilt, die von Kreuzrippengewölben überdeckt sind. Den runden Säulen gegenüber stehen an den Außenwänden halbrunde Säulen in gleichem Durchmesser mit profilierten Kämpfern. Die halbrunden Säulen des südlichen Seitenschiffs ändern ihren Durchmesser etwa in halber Höhe um einige Zentimeter. Im vierten Joch des südlichen Seitenschiffs erkennt man die Konturen der auch außen auszumachenden ehemaligen Türöffnung. Möglicherweise gab es auch auf dieser Seite der Kirche Grabstellen.
In der Westwand ist die rechteckige Öffnung des Hauptportals ausgespart. Unmittelbar über ihm erhebt sich in ganzer Breite eine rundbogige Nische.
Knapp unter dem Gewölbescheitel findet sich das kleine Ochsenauge. In der Ostwand öffnet sich in die Vierung eine rundbogige Arkade, deren Scheitelhöhe denjenigen der seitlichen Arkaden entspricht. Knapp unter dem Gewölbescheitel wurde eine frühere rundbogige Öffnung oberflächenbündig zugemauert. Die Bedeutung dieser Öffnung ist unklar, da sie sich in das untere Geschoss des Glockenturms öffnete. Vielleicht war es einmal ein innerer Einstieg in den Turm.

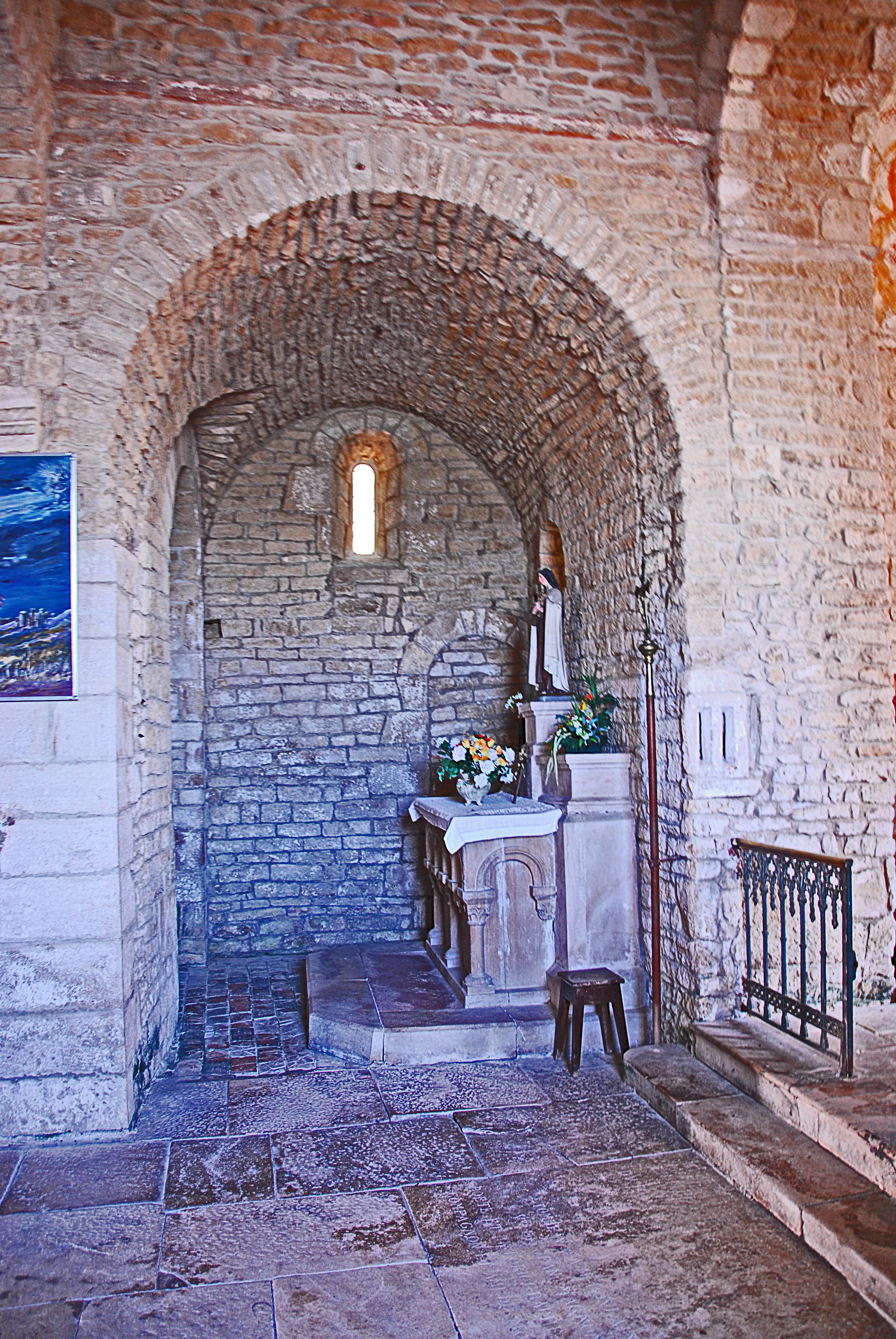
Nördlicher Querhausarm

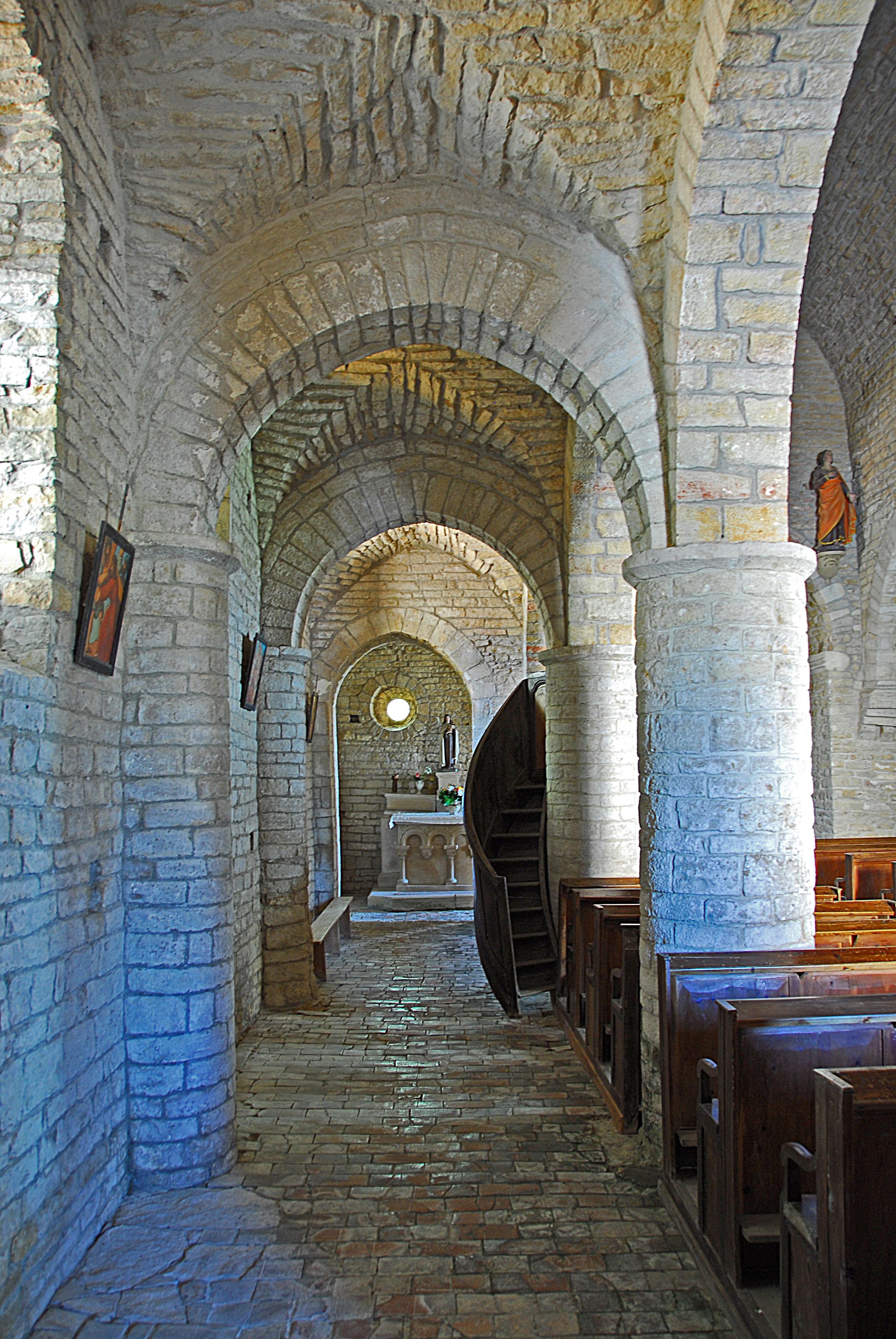
Nördliches Seitenschiff
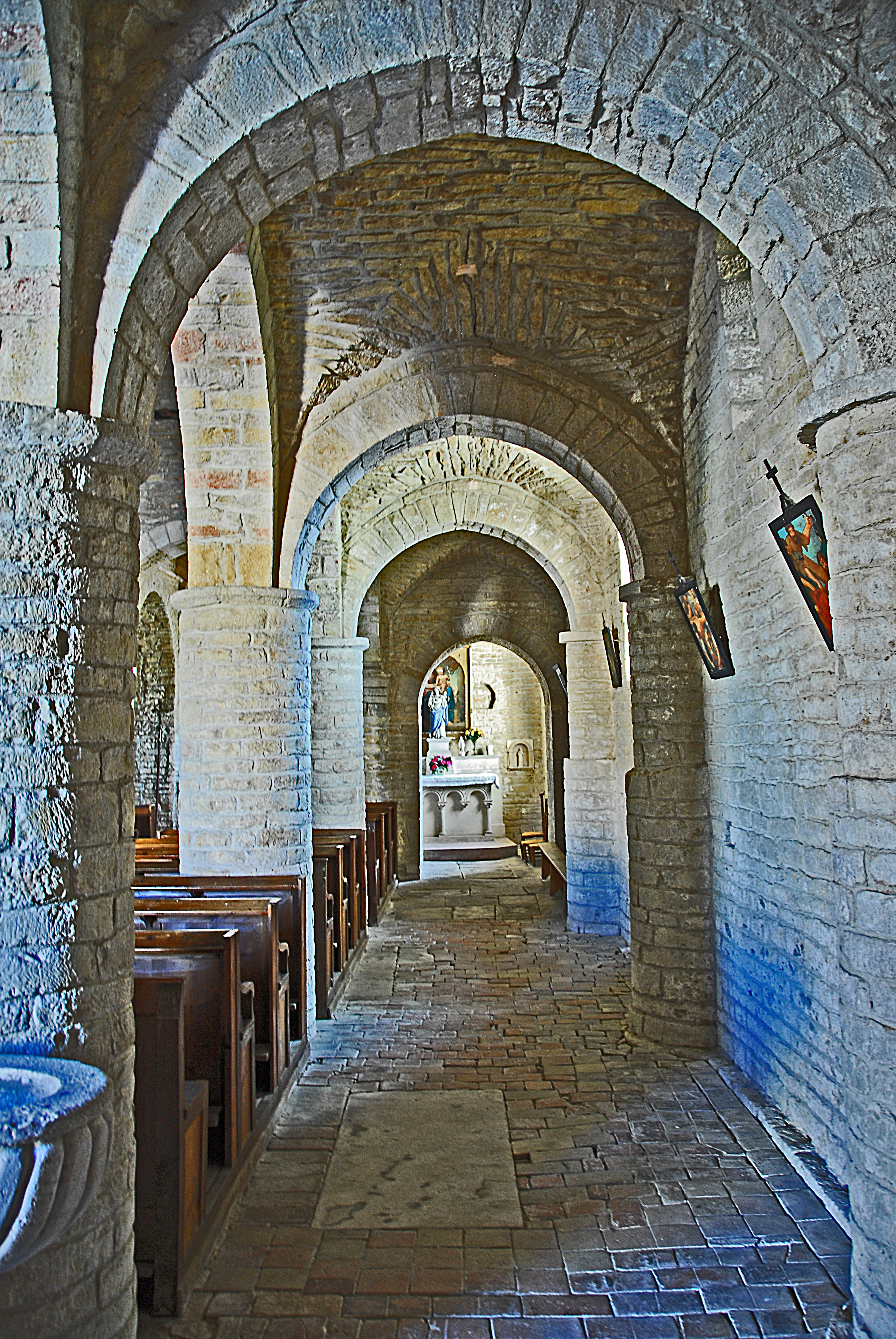
Südliches Seitenschiff
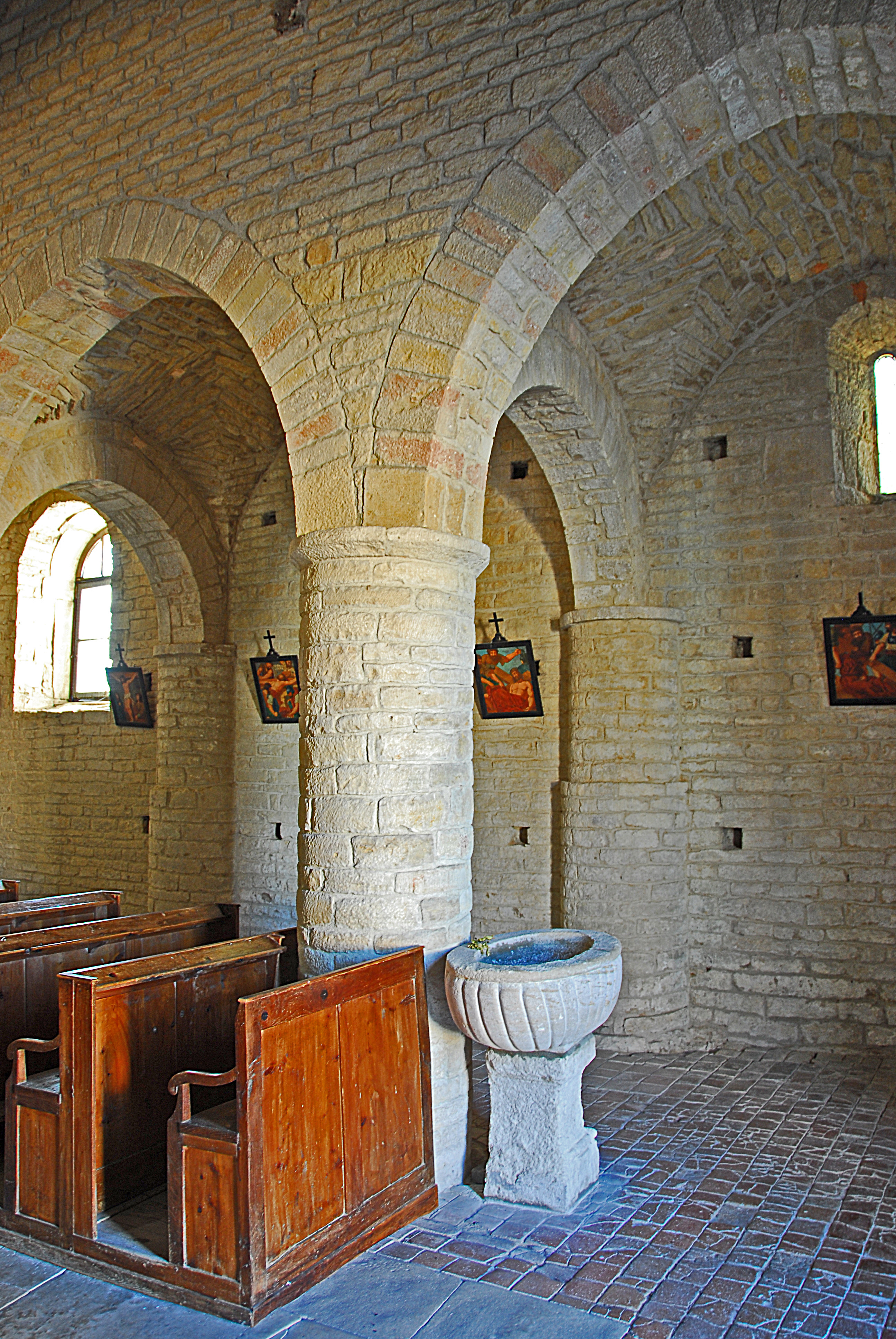
Scheidewand auf Pfeiler
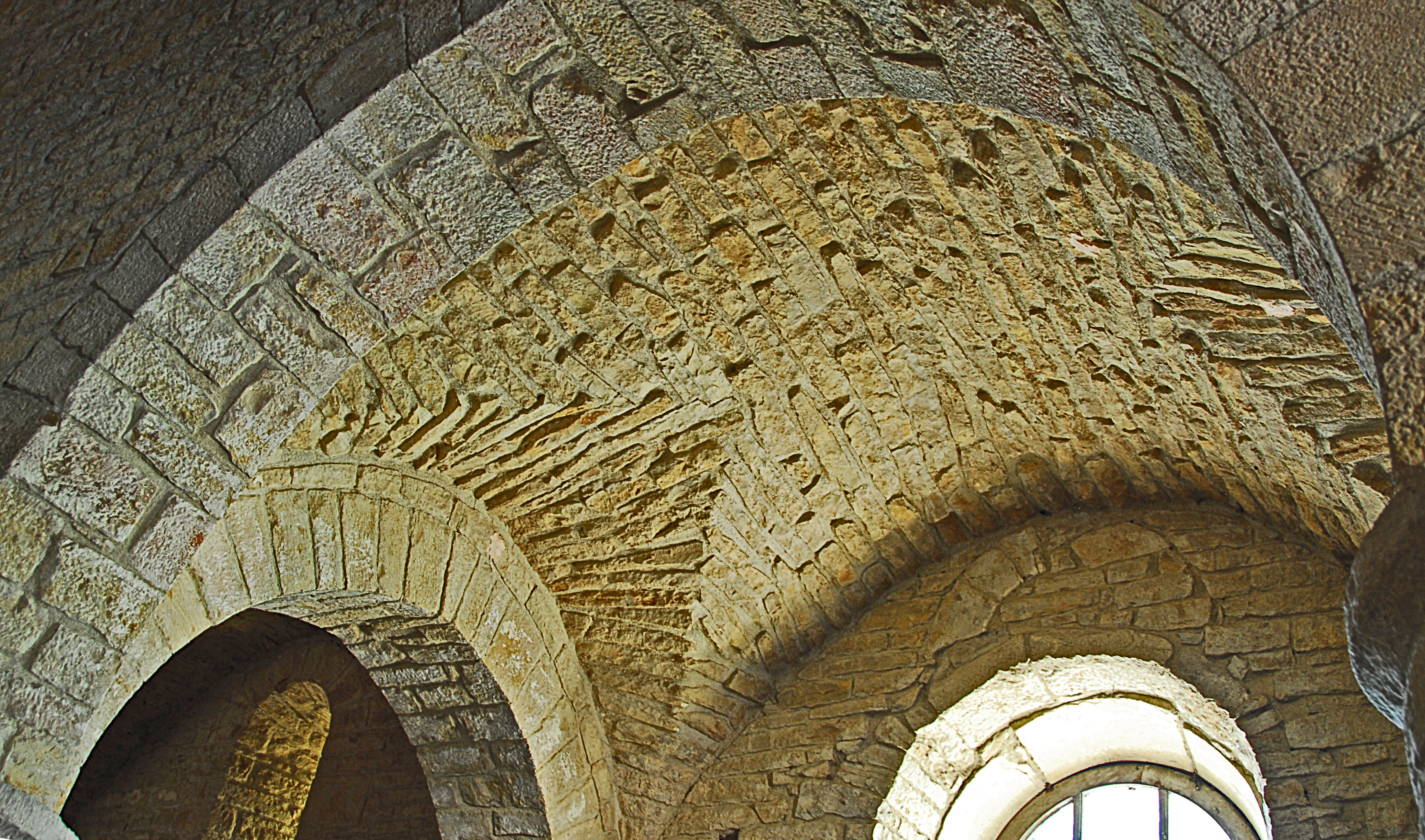
Kreuzgratgewölbe im Seitenschiff

#### Querhaus

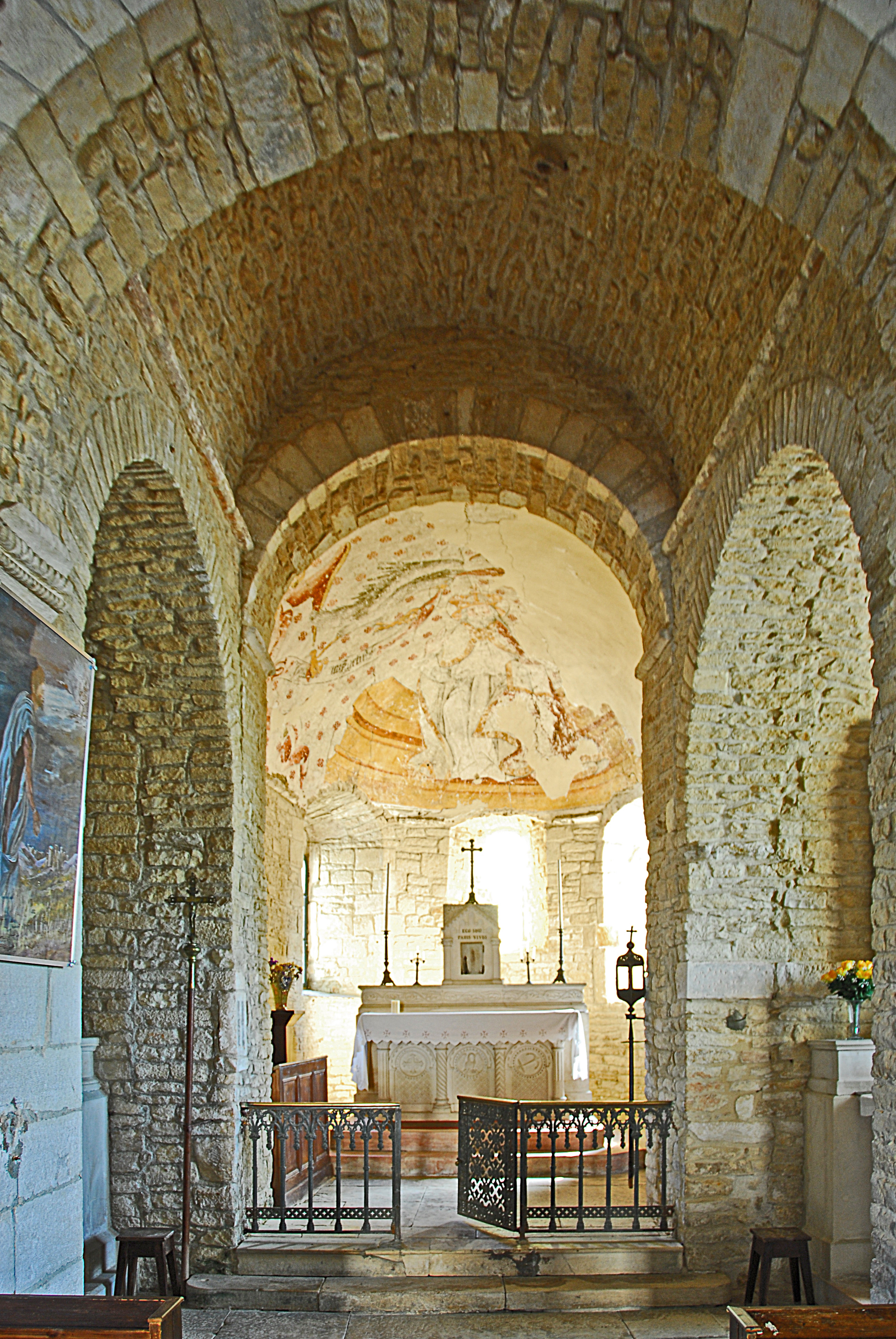
Vierung und Chor

Die innere Gestaltung des Querhauses weist auf einen früheren Bauabschnitt hin. Die zentrale Arkadenöffnung zum Chor entspricht etwa derjenigen zum Mittelschiff. Ihr Bogen weist allerdings einen Rückversatz auf. Die Vierung wird von einem längs ausgerichteten Tonnengewölbe überdeckt, das gänzlich oberhalb der Arkadenscheitel angeordnet ist. Die Vierung öffnet sich in die Querhausarme mit rundbogigen Arkaden, die ohne Zäsuren in die Wände und in die quer verlaufenden Tonnengewölbe übergehen. Im südlichen Querhausarm findet sich ein später erweitertes rundbogiges Fenster, im nördlichen Arm gibt es noch das ursprüngliche kleine Fenster und die Konturen der zugemauerten rundbogigen Türöffnung. In der Ostwand dieses Arms öffnet sich ein kleines kreisrundes Ochsenauge.

#### Chorhaupt
Der Grundriss des Chors sollte eigentlich auf einem Rechteck stehen, an das sich ein Halbkreis anschließt. Den Erbauern ist das nicht ganz gelungen. Die ebene Nordwand spreizt sich bei ihrem Anschluss an die Ostwand des Querhauses deutlich auf. Der Chorraum wird von einem Tonnengewölbe überdeckt, an das sich ohne Zäsur über der Apsis eine halbe Kuppelkalotte anschließt. Die Gewölbe- und Kuppelansätze sind mit einem profilierten Kraggesims markiert. Die drei unterschiedlich großen Fenster mit den Aufweitungen ihrer Gewände ragen mit ihren flachen Bögen in dieses Gesims hinein. In der Südwand öffnet sich eine Tür in die Sakristei auf rechteckigem Grundriss. Sie wird erhellt von einem kleinen rechteckigen Fenster in der Südwand. Der kleine Abstellraum neben der Nordwand übernimmt deren schräge Anordnung im Grundriss.

### Innenausstattung / Fresken

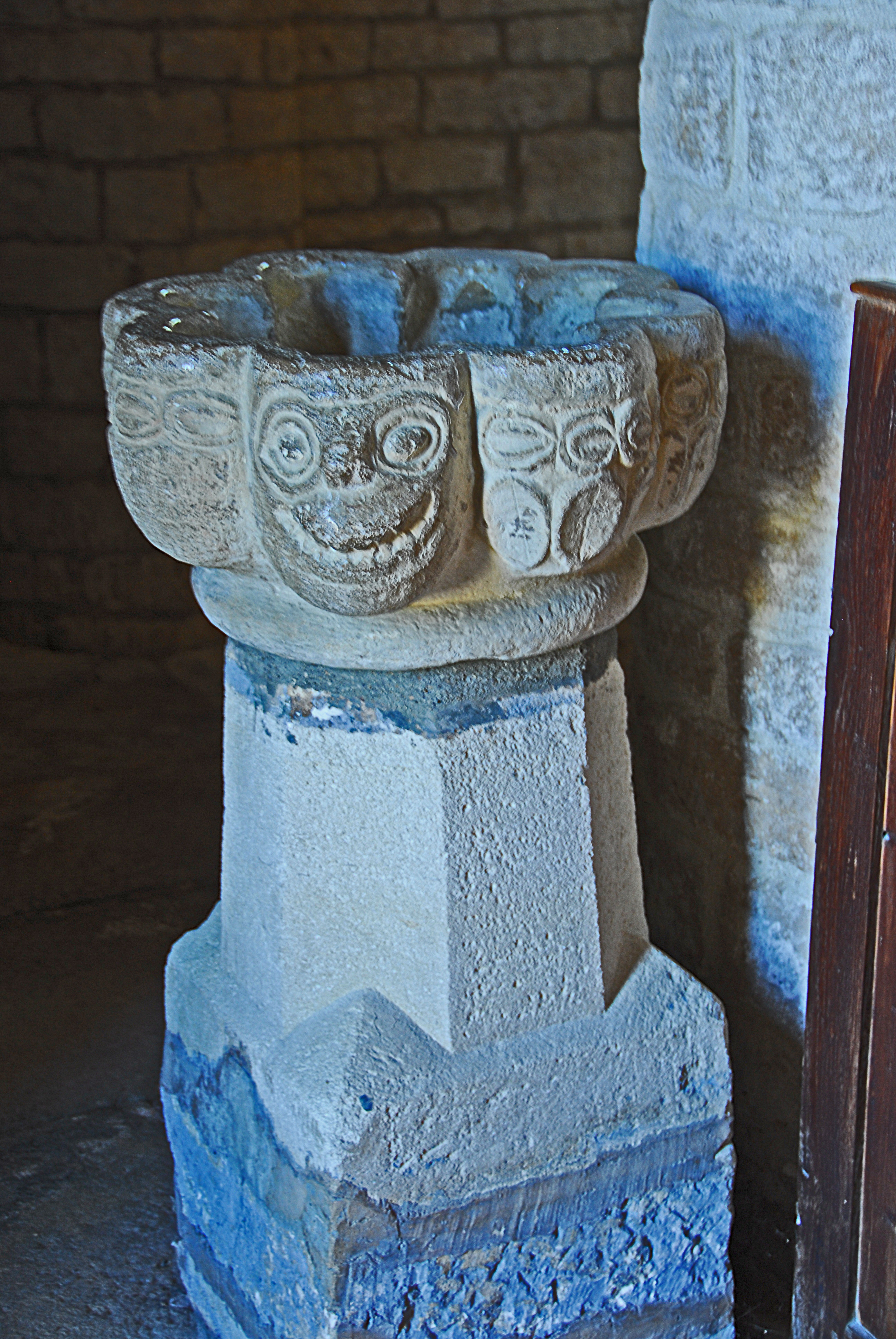
Taufbecken
Vor der ersten Säule unter der südlichen Scheidewand ist ein steinernes Taufbecken aufgestellt. Seine Schale ist rundum in acht runden Ausbuchtungen aufgeweitet, die verschieden dekoriert sind. So gibt es eine Maske mit einem strahlenden Lachen.
Die Schale bekrönt eine achteckige Säule, die auf einem verbreiterten Fuß errichtet ist.
Fresken
Im Gewölbe und in der Kalotte des Chors gibt es noch Überreste von stark beschädigten Fresken aus dem 15. oder 16. Jahrhundert.
In der Mitte der Kalotte ist die Majestas Domini dargestellt, der thronende Christus mit dem geöffneten Buch des Lebens und mit der zum Segensgestus erhobenen Rechten.
Auf der nördlichen Hälfte des Tonnengewölbes sind zwei der vier Evangelistensymbole zu erkennen, der Adler des heiligen Johannes und der geflügelte Löwe des heiligen Markus.

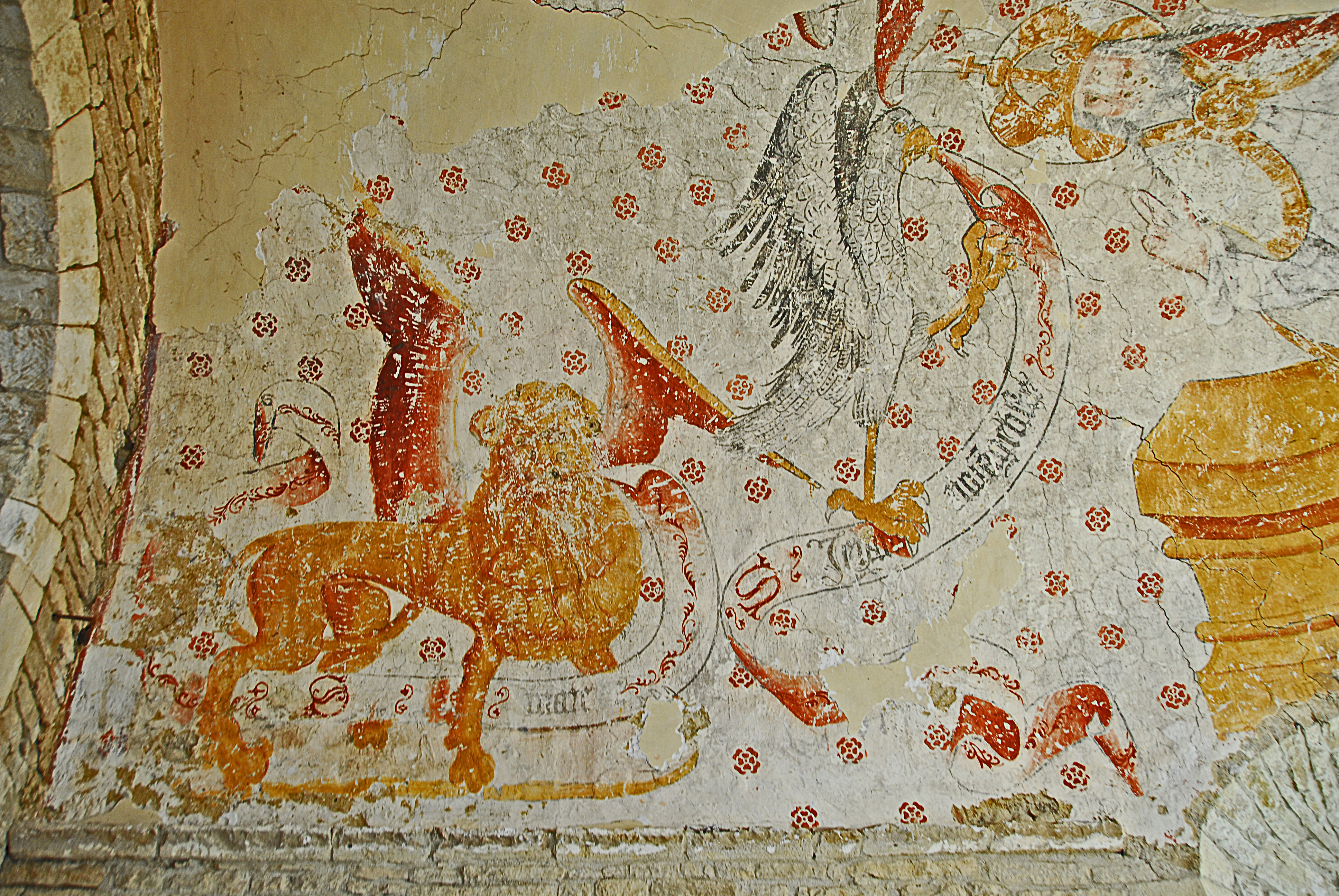
Fresko im Chor
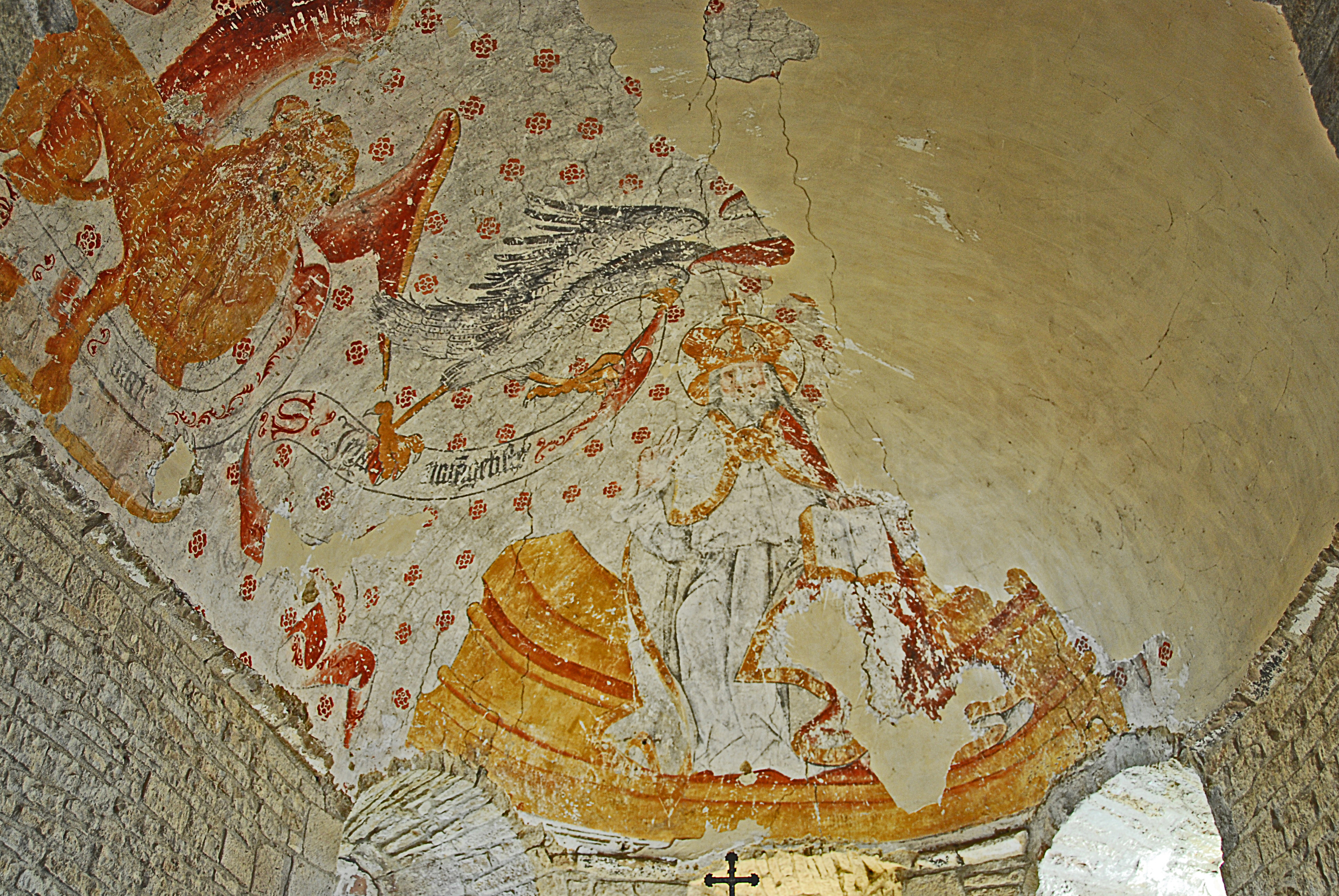
Fresko im Chor. Mitte links
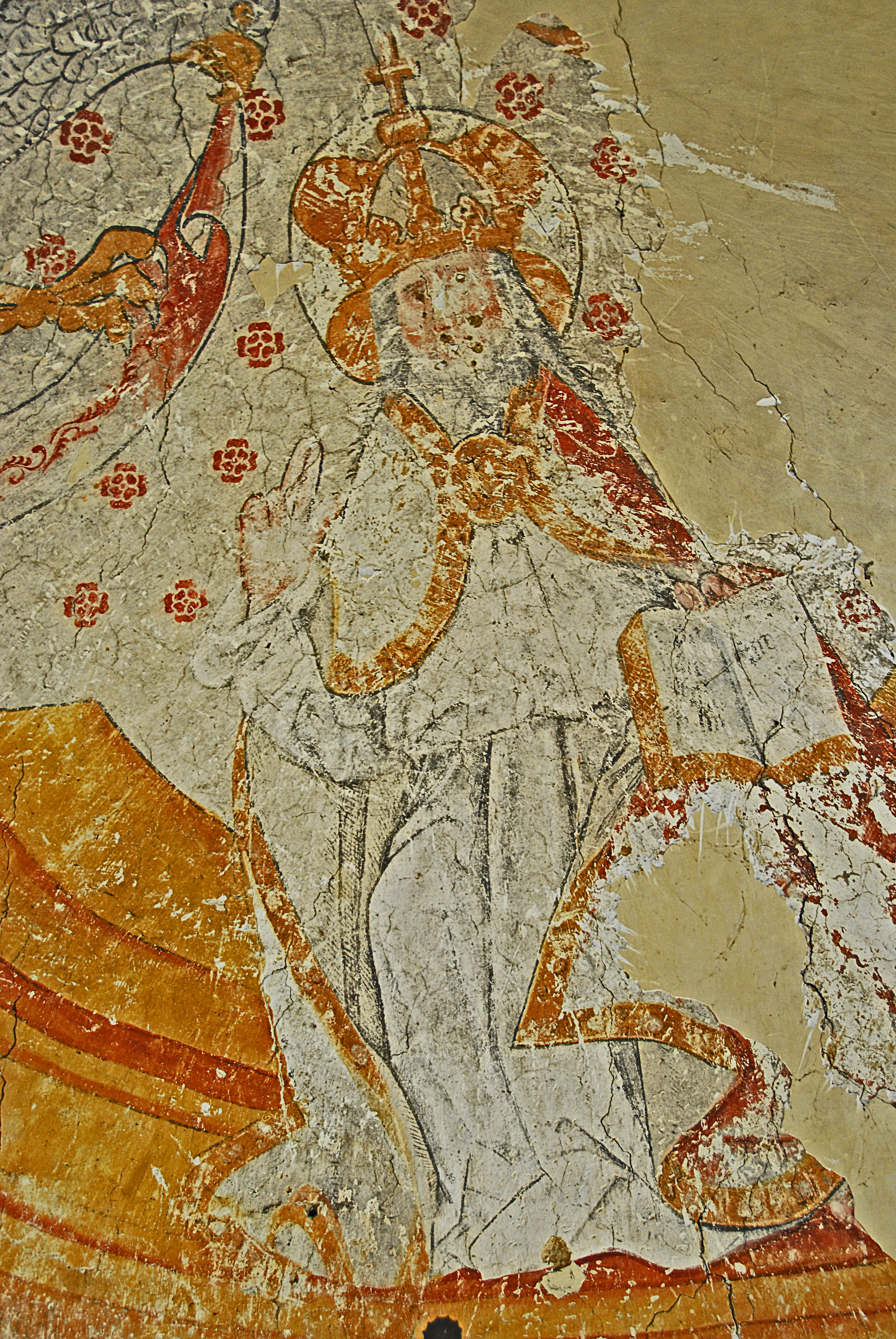
Fresko in Kalotte